# Ностра-Синьйора-дель-Сакро-Куоре
Ностра-Синьйора-дель-Сакро-Куоре, італ. Nostra Signora del Sacro Cuore чи італ. San Giacomo degli Spagnoli — католицька церква на площі Навона у Римі, присвячена Діві Марії. Є титулярною діяконією швейцарського кардинала К. Коха.

## Історія
Церква була зведена у 12 столітті на руїнах стадіону Доміціана. Нова будівля була зведена у Ювілейний рік 1450 під керуванням Енріке Кастильського, сина короля Фердинанда III Кастильського. Фасад церкви був спочатку з протилежного боку, ніж зараз та був розроблений Бернардо Росселіні.
Починаючи в 1506 році церква була національна церква іспанців у Римі. Лише коли було завершено будівництво Санта Марія ді Монсеррато у 17 столітті, центр іспанської громади зміщується в цю церкву, яка зараз і є іспанською національною церквою у Римі.
Наприкінці 19 століття за папи Лева XIII будівлю відреставровано . У той час головний вхід був перенесений на сторону П'яцца Навона. Абсида і трансепт були знесені у 1931 році, щоб дати місце новій вулиці Avenue Corso del Rinascimento. У 1965 році за папи Павла VI церква стала титульною дияконією.